# 16908 Groeselenberg
16908 Groeselenberg è un asteroide della fascia principale. Scoperto nel 1998, presenta un'orbita caratterizzata da un semiasse maggiore pari a 2,3817601 au e da un'eccentricità di 0,2451677, inclinata di 6,58498° rispetto all'eclittica.
L'asteroide è dedicato all'omonima collina su cui sorge l'Osservatorio Reale del Belgio ad Uccle.